# Désoxyribonucléoside
Une désoxyribonucléoside est une molécule résultant de la combinaison d'une base nucléique et d'un désoxyribose.
Ces molécules, une fois phosphorylées, deviennent des désoxyribonucléotides (éléments constitutifs de l'ADN).

## Exemples
Ces désoxyribonucléosides sont des composants de l'ADN.
| Désoxyribonucléoside |                 |           |                |
| Désoxyadénosine      | Désoxyguanosine | Thymidine | Désoxycytidine |